# Punicaceae
Punicaceae is een botanische naam, voor een familie van tweezaadlobbige planten. Een familie onder deze naam wordt vrij algemeen erkend door systemen van plantentaxonomie. De traditionele plaatsing van de familie, zoals in het Cronquist-systeem (1981) en het Wettstein-systeem (1935), is in de orde Myrtales.
Het gaat om een heel kleine familie van één of twee soorten, met name de granaatappel (Punica granatum).
De familie wordt echter niet erkend door het APG-systeem (1998) of het APG II-systeem (2003), die de betreffende planten indelen bij de kattenstaartfamilie (Lythraceae).